# Atithi
Atithi è un film del 1966 diretto da Tapan Sinha.